# 布蘭丁·波傑姆斯基
布蘭丁·波傑姆斯基（英語：Brandin Podziemski，2003年2月25日—）是一名波蘭裔美國職業籃球運動員，目前效力NBA金州勇士，場上位置為得分後衛。在2023年NBA选秀上被金州勇士以首輪第19順位選中。他大学时先后在伊利诺伊大学厄巴纳-香槟分校和圣克拉拉大学打球。

## 職業生涯
波傑姆斯基在2023年NBA选秀中以第19順位被金州勇士選中。
2024年5月21日，波傑姆斯基入選NBA最佳新秀陣容一隊。

## 外部連結
- 布蘭丁·波傑姆斯基在NBA（英语）
- 布蘭丁·波傑姆斯基在NBA G聯盟（英语）
- 布蘭丁·波傑姆斯基在Basketball-Reference.com（NBA）（英语）
- 布蘭丁·波傑姆斯基在Basketball-Reference.com（NBA G聯盟）（英语）
- 布蘭丁·波傑姆斯基在Sports-Reference.com（NCAA）（英语）
- 布蘭丁·波傑姆斯基在ESPN（NBA）（英语）
- 布蘭丁·波傑姆斯基在Eurobasket.com（球員）（英语）
- 布蘭丁·波傑姆斯基在RealGM（英语）
- 布蘭丁·波傑姆斯基在Proballers（英语）
- 布蘭丁·波傑姆斯基在Proballers（英语）